# Ed Harcourt
Edward Henry Harcourt, född den 14 augusti 1977 i Wimbledon, London, är en musiker från England. Hans far är/var diplomat och därför har Ed Harcourt bott i Gamla stan i Stockholm  i tre år. Han fick sitt första skivkontrakt när han var 22 år gammal.

## Diskografi
- Maplewood EP (13 november 2000)
- Here Be Monsters (25 juni 2001)
- From Every Sphere (17 februari 2003)
- Strangers (13 september 2004)
- Elephant's Graveyard (endast digitalalbum) (8 augusti 2005)
- The Beautiful Lie (5 juni 2006)
- Until Tomorrow Then: The Best of Ed Harcourt (15 oktober 2007)
- Lustre (14 juni 2010)
- Back into the woods (27 februari 2013)

## Fotnoter
1. ↑  Bibliothèque nationale de France, BnF Catalogue général : öppen dataplattform, id-nummer i Frankrikes nationalbiblioteks katalog: 14038128x, läst: 30 december 2019.[källa från Wikidata]